# Виноробство в Туреччині

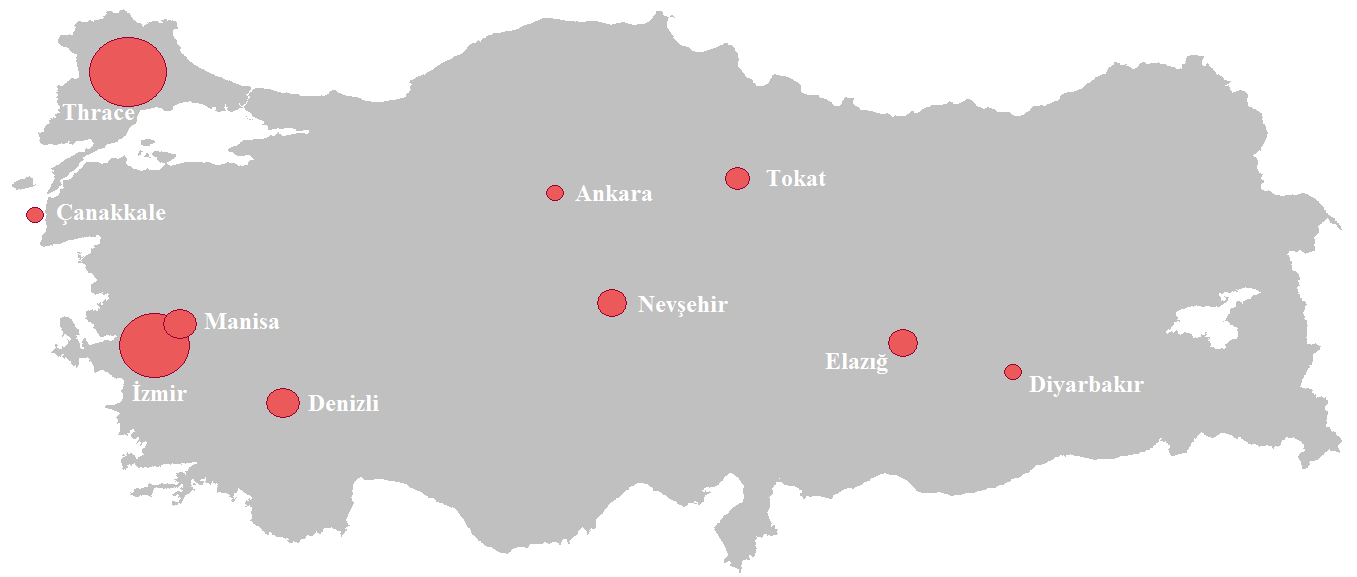
Виноробні регіони Туреччини.

Карта Туреччини із зазначенням регіонів виробництва вина та суми температури вище нульового зростання виноградної лози (10 ° C) з квітня по вересень.

Турецьке вино — це вино, вироблене в трансконтинентальній євразійській країні Туреччині. Кавказький регіон, де розташовані Грузія та Іран, відіграв ключову роль у ранній історії вина і, ймовірно, був одним із найдавніших виноробних регіонів світу.
За оцінками ампелографів, Туреччина — батьківщина від 600 до 1200 корінних сортів Vitis vinifera (європейська виноградна лоза), хоча менш ніж 60 з них вирощуються комерційно. Туреччина — це понад 8 квадратних кілометрів засаджених виноградною лозою, вона є четвертим у світі виробником винограду для виробництва вина.
Мустафа Кемаль Ататюрк, перший президент Туреччини, заснував перший у країні комерційний винзавод у 1925 році. За даними OIV, загальний обсяг виробництва вина у 2005 році становив 287 000 гл. У першій половині 2009 року споживання вина в Туреччині досягло 20 906 762 літрів.

## Кліматичні та виноробні регіони
Розмір і географія Туреччини обумовлюють широкі кліматичні відмінності турецьких винних регіонів. Винні регіони Фракії вздовж Мармурового моря мають помірний середземноморський клімат, який нагадує регіони сусідньої південно-західної Болгарії та північно-східної Греції. На цю територію припадає майже 40 % виробництва турецького вина, саме тут виробляють найелегантніші та найзбалансованіші вина Туреччини. Субрегіон Фракії, Кіркларелі, відомий своїми хрусткими білими винами та прекрасними червоними. Винні регіони вздовж узбережжя Егейського моря, переважно поблизу Ізміра, складають 20 % виробництва вина країни, і мають набагато більш виражений середземноморський клімат з м'якою зимою та теплим сухим літом. Решта виробництва турецького вина знаходиться в різних частинах регіонів Східної та Центральної Анатолії. Регіон Центральної Анатолії є найбільш складним з точки зору клімату регіоном для виробництва вина. Більшість виноградників розташовані на висотах близько 1250 метрів над рівнем моря. Зимові морози становлять серйозну небезпеку для виноградарства, адже температури часто опускаються до -25 ° C (-13 ° F). Влітку виноградна лоза цього регіону може отримувати до 12 годин сонячного світла на день. Виноградники Східної Анатолії навколо Елазиґа, Малатії та Діярбакира розташовані в долині Євфрату, є одним із найстаріших у світі виноробних регіонів та історичним розташуванням виноградників Ноя з 9-го розділу книги Буття.

## Виноград та вино
Маючи від 600 до 1200 корінних сортів винограду, існує безліч варіантів, які турецькі винороби можуть використовувати для виготовлення вина. Деякі з місцевих турецьких сортів включають Япінчак і Папазкараси, вирощені у Фракії; султанство узбережжя Егейського моря; Öküzgözü та Boğazkere (використовувалися для виготовлення Buzbağ) Східної Анатолії; kaalkarası провінції Денізлі в Західній Анатолії, а також Kalecik Karası, Narince та Emir Центральної Анатолії. В останні роки збільшили свою присутність деякі міжнародні сорти винограду, включаючи Семійон (відомий як Тракія), Рислінг, Мускат, Гамай, Сінсо, Гренаш, Каріньян, Каберне Совіньйон та Мерло.
| Сорти винограду Туреччини       | Сорти винограду Туреччини | Сорти винограду Туреччини |
| ------------------------------- | --- | --- |
| Регіон                          | Білий виноград | Червоний виноград |
| Мармуровий (фракійський) регіон | Совіньйон блан Клерет білий Шардоне Рислінг Совіньйон ігристий Піно Грі Семійон Бейлерс Япинчак Vasilaki, Віонье, Alvarinho, Narince | Каберне Совіньйон Мерло Каберне Фран Піно нуар Адакарасі Папазкараси Семійон Кунтра Гамай Каралахна Сінсо, Мальбек, Петі Вердо                          |
| Егейський регіон                | Султаніє Семійон Совіньйон блан Шардоне Ченін блан Віоньє Мускатний блан à petits зерно Борнова Міскеті Треббіано                    | Каріньян Чал Карасі Мерло Каберне Совіньйон Аліканте Буше Шираз Калечик Карасі Піно нуар Санджовезе Монтепульчано Гренаш Таннат Петі Вердо Каберне Фран |
| Чорноморський регіон            | Нарінце | Öküzgözü Богазкере |
| Центрально-Анатолійська область | Емір Хасанде | Калечик Карасі Папазкараси Дімріт |
| Середземноморський регіон       | Кабарчик Дьокюльген | Сергій Карасі Бурдур Дімріті |
| Східна Анатолія                 | Нарінце Кабарчик | Öküzgözü Богазкере |
| Південно -Східна Анатолія       | Дьокюльген Кабарчик Румі | Хороз Карасі Öküzgözü Богазкере Сергій Карасі |

### Виноробні підприємства
Станом на 2008 рік найбільшим виноробним заводом Туреччини керувала компанія Tekel, яка розпочала свою діяльність як державна монополія. Секція алкогольних напоїв TTA/TEKEL приватизована шляхом блочного продажу 100 % акцій за 292 млн доларів США Консорціуму «Нурол-Озалтин-Лімак-Тюцаб» та Угоди про купівлю акцій, підписаної 27 лютого 2004 року. Інші відомі виноробні підприємства включають Сарафін на півострові Галліполі у Фракії, який був першим приватним турецьким «бутік-винним заводом», Долука з Фракії, Каваклідере з Анкари. Також виноробня Памуккале виготовляє вина. Виноробний завод «Севілен» виробляє десять мільйонів пляшок/рік вина. З повністю новим прийомом (подвійний сортувальний стіл) процес попереднього бродіння поважає цілісність винограду, зібраного вручну. Найновішим в Егейському морі є LA Organik, який виробляє вино з органічного винограду і за перший рік здобув міжнародне визнання у журналі Decanter.  Виноградники Korubaşı — це найменший ліцензований бутик-винний завод у Туреччині. Розташований за 6 км від стародавнього міста Ассос, воно було створене в 2003 році після детального аналізу ґрунту, проведеного в університеті Еге та лабораторіях UCDavis. Їх перші виноградні лози Мерло та Каберне Совіньйон були посаджені навесні 2004 року, потім Монтепульчано та Совіньйон Блан протягом наступних шести років, все на підщепах R110 або R140, як це передбачало аналіз ґрунту. Нині виробництво вина обмежується трохи менше 10000 пляшками на рік. Виноградники Корубаші тричі отримували нагороди за свої вина Doseluna на престижному Міжнародному винному фестивалі в Лондоні.
Бузбаг — це червоне вино з повним ароматом, виготовлене з винограду Богазкере, вирощеного в регіоні Анатолія в Туреччині. Вино — червоне вино з високим рівнем дубильних речовин. Іноді його виготовляють у формі льодового вина з виноградом, який може висіти на виноградній лозі до перших заморозків, а потім подрібнюється, поки виноград ще заморожений. Історично територія, де виробляється Бузбаг, вважається можливим місцем народження вина. Біблійні розповіді про Ноя після потопу змушують його садити виноград поблизу місцевості, де приземлився ковчег. Вважається, що ця місцевість є горою Арарат, де Бузбаг і сьогодні виробляється державними виноградниками Текель біля міста Елазиг біля річки Євфрат.